# کانایی کونهرامان

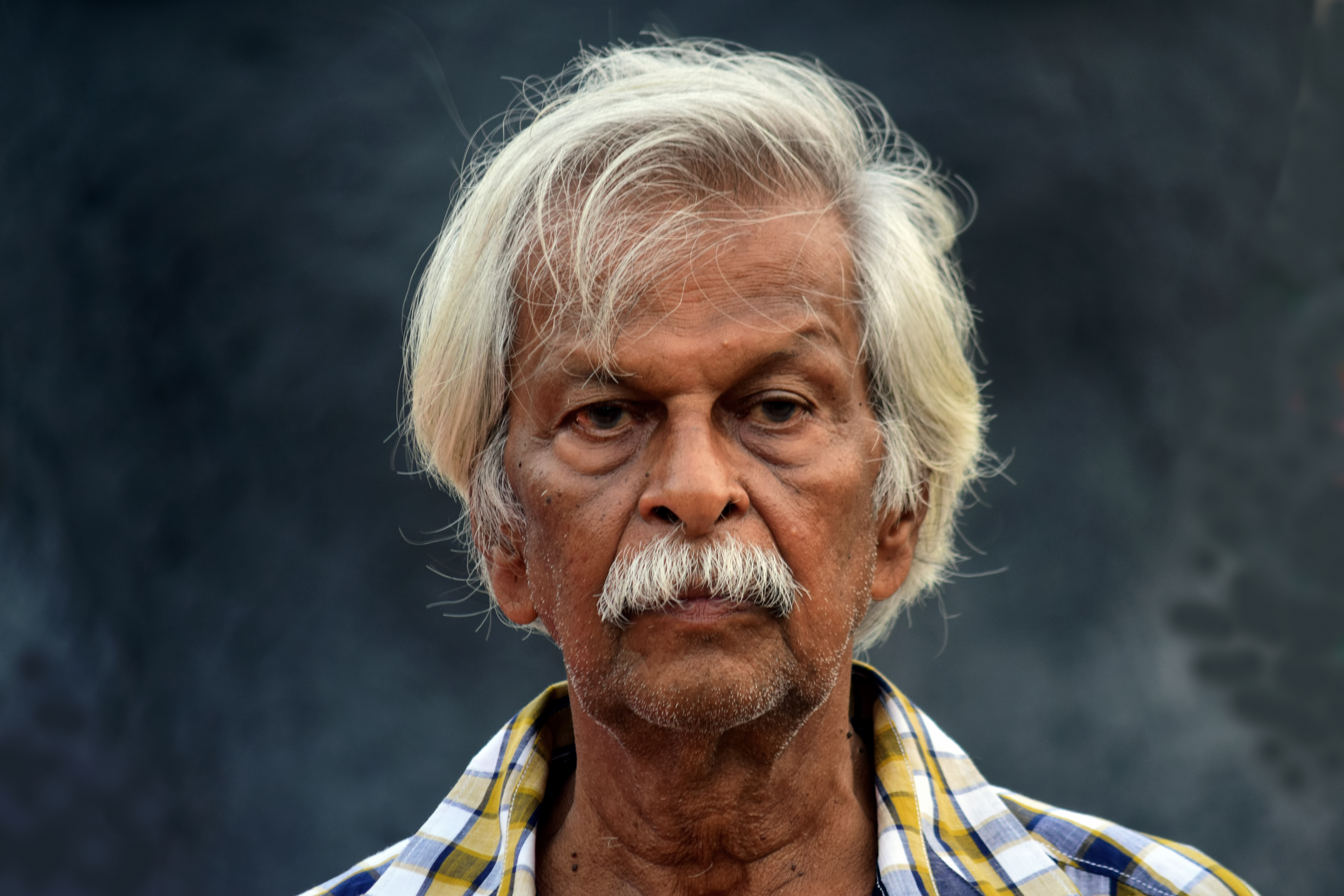
پرتره‌ای خیابانی از کانایی کونهرامان.

کانایی کونهرامان (به مالایالم: കാനായി കുഞ്ഞിരാമൻ)، تندیس‌گر برجستهٔ هندی است که بیشتر بخاطر تندیس‌های بزرگ خود شناخته می‌شود.

## نمونهٔ آثار

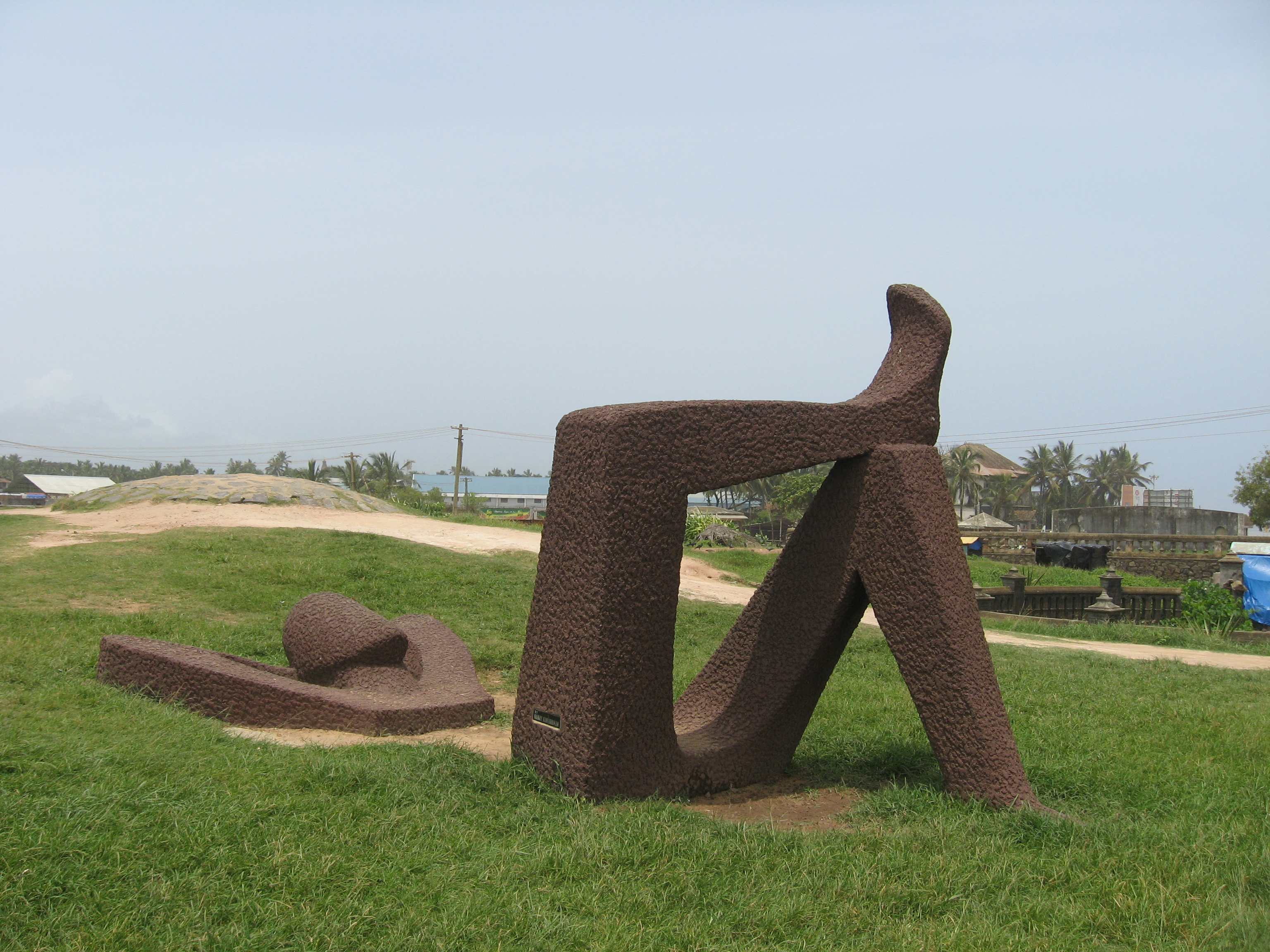
Another sculpture at Shankumugham Beach
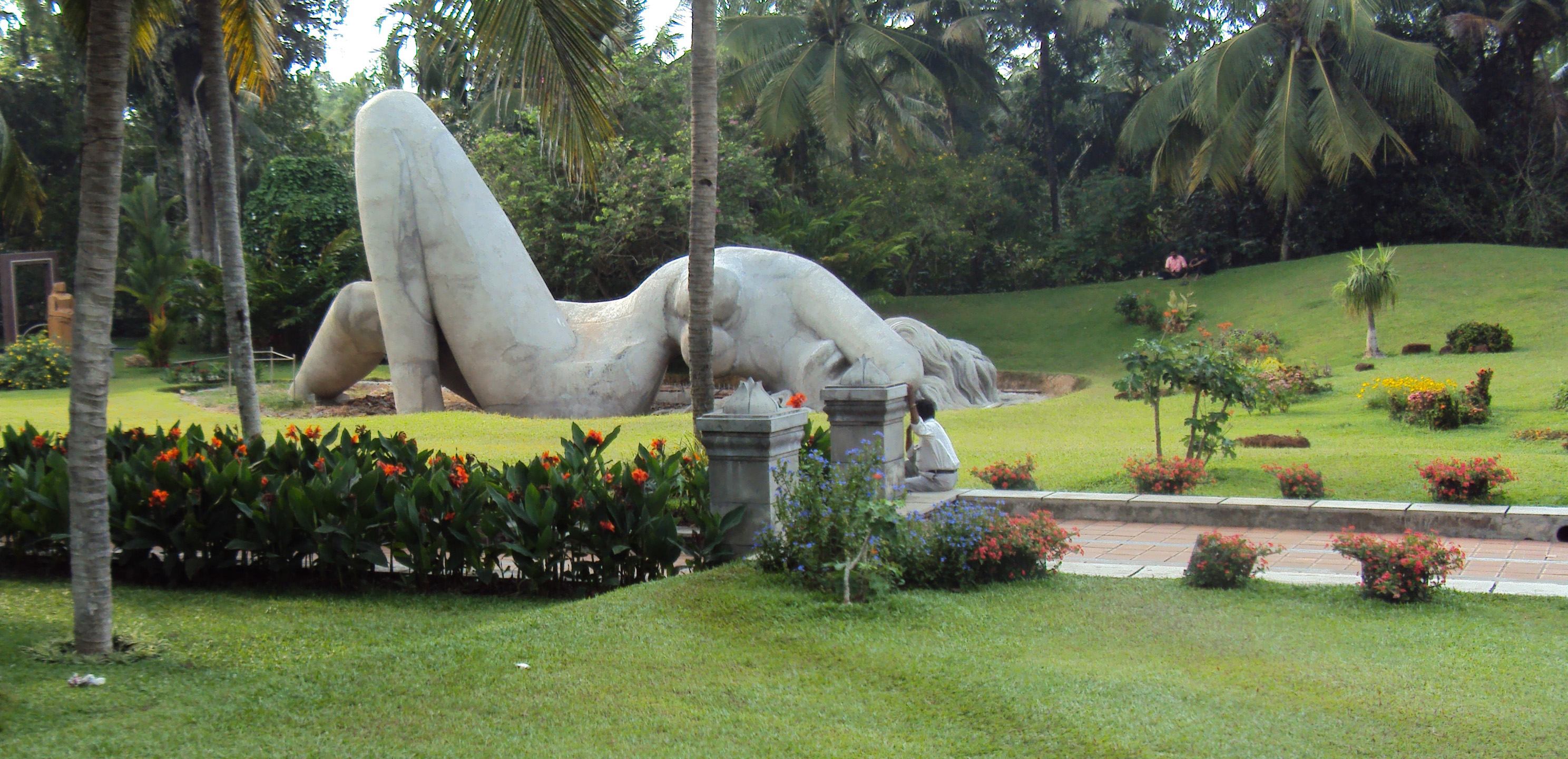
Kumaran Asan Smarakam at Thonnakkal
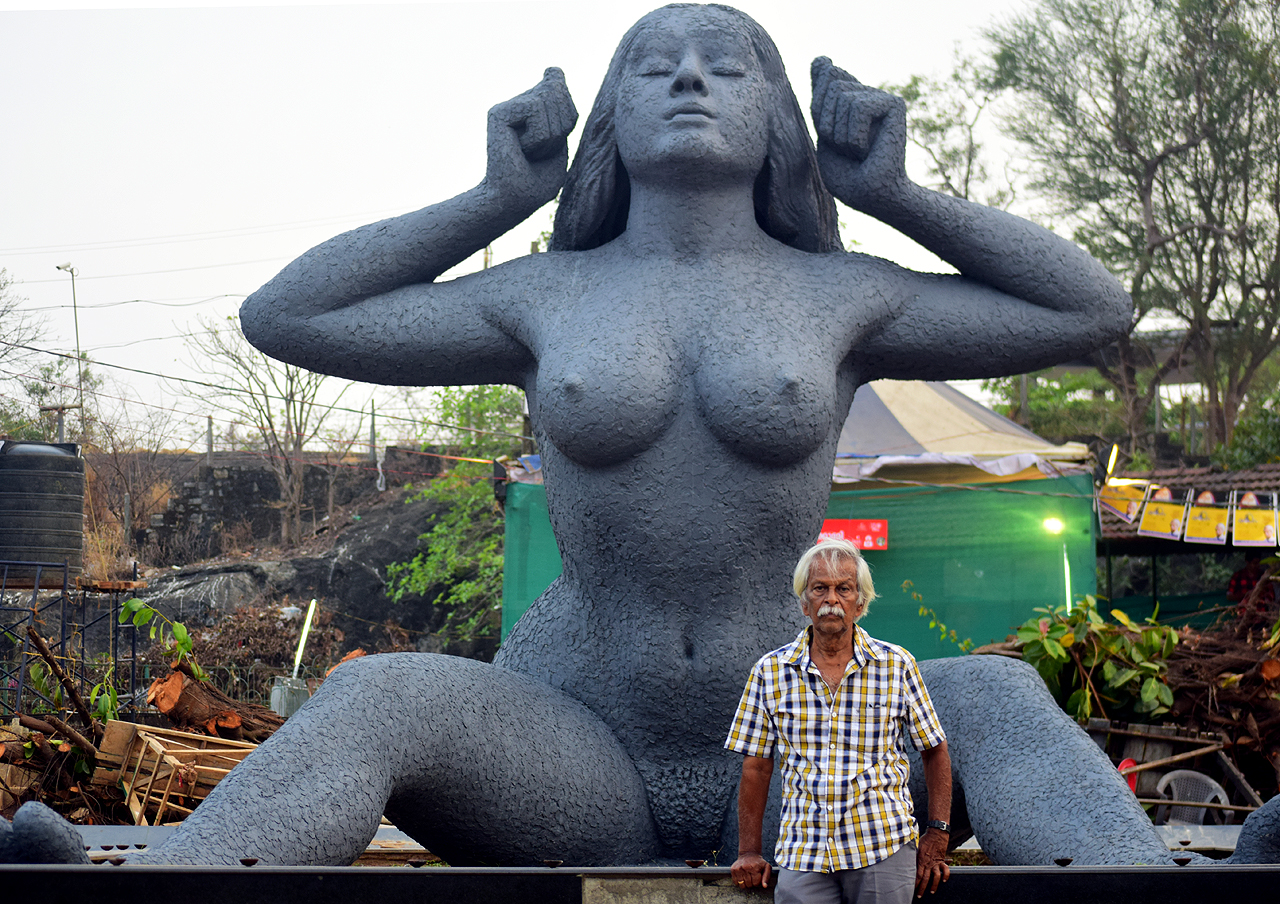
The sculptor and Yakshi